# Miłosz Motyka
Miłosz Maksymilian Motyka (ur. 30 września 1992 w Myślenicach) – polski polityk, w latach 2017–2023 przewodniczący Forum Młodych Ludowców, w latach 2023–2025 podsekretarz stanu w Ministerstwie Klimatu i Środowiska, od 2025 minister energii w trzecim rządzie Donalda Tuska.

## Życiorys
Absolwent inżynierii środowiska na Uniwersytecie Rolniczym im. Hugona Kołłątaja w Krakowie oraz Szkoły Liderów Politycznych. Został działaczem Forum Młodych Ludowców. Był przewodniczącym tej organizacji w województwie małopolskim, a od 2017 do 2023 kierował FML na poziomie krajowym. W 2019 został rzecznikiem prasowym Polskiego Stronnictwa Ludowego. W strukturach partii objął też funkcję sekretarza Rady Naczelnej PSL. Bez powodzenia kandydował do rady gminy Tokarnia w 2014, Sejmiku Województwa Małopolskiego w 2018, a w 2019 i 2023 do Sejmu.
14 grudnia 2023 został powołany na stanowisko podsekretarza stanu w Ministerstwie Klimatu i Środowiska, odpowiedzialnego m.in. za kwestie energetyczne i związane z elektromobilnością. W wyborach samorządowych w 2024 został wybrany do sejmiku VII kadencji, w którym objął funkcję drugiego wiceprzewodniczącego Komisji Ochrony Środowiska i Bezpieczeństwa Publicznego.
23 lipca 2025 Donald Tusk ogłosił go kandydatem na urząd ministra energii. Następnego dnia prezydent RP Andrzej Duda powołał go na to stanowisko.

## Życie prywatne
Syn Jana i Otylii. Żonaty z pochodzącą z Ukrainy Julią Wizlińską-Motyką.